# Alex Antic
Alex Antic, né en 1974 à Adélaïde, est un homme politique australien, sénateur d'Australie-Méridionale depuis 2019.

## Biographie
Alex Antic naît en 1974 à Adélaïde. Il est conseiller municipal de la Ville d'Adélaïde de 2014 à 2018.
Membre du Parti libéral d'Australie, il est élu sénateur d'Australie-Méridionale lors des élections fédérales de 2019.

## Prises de position
The Canberra Times écrit en février 2023 qu'il est connu pour ses positions conservatrices et climatosceptiques. En 2022, il relaie sur Facebook une lettre ouverte climato-dénialiste intitulée « World Climate Declaration » qui affirme qu'il n'existe pas d'urgence climatique en s'appuyant sur des affirmations trompeuses.